# Església Adventista del Setè Dia
L'Església Adventista del Setè Dia és una denominació religiosa cristiana, fundada com a tal l'any 1863 als Estats Units. Actualment la seva implantació arriba a gairebé tots els països del món i és present a tots els continents.

## Orígens

### Antecedents
L'Església Adventista del Setè Dia va néixer a partir del moviment millerita de les dècades de 1830 i 1840, una de les últimes onades de fervor espiritual del que es conegué com el Segon Gran Despertar religiós. El moviment millerita rep el nom de William Miller, el qual, estudiant la profecia de Daniel 8,14, va arribar al convenciment que la "purificació" de què parlava el profeta era el retorn de Crist per purificar l'Església. Seguint un raonament de "sentit comú cristià" (com, per exemple, el principi d'interpretació profètica de dia per any, aplicat a les profecies de Daniel i l'Apocalipsi), interpretant la profecia dels 2.300 dies de Daniel 8,14, va concloure que la segona vinguda de Crist tindria lloc «al voltant de 1843». El moviment millerita va atènyer el seu punt més àlgid amb el "moviment del setè mes", que ensenyava que el "ministeri sacerdotal de Crist" culminaria amb la purificació de la terra, i establia la segona vinguda de Crist per a una data no anterior al 22 d'octubre de 1844, coincidint amb un Yom Kippur jueu. Atès que Crist no va tornar en aquella data, l'episodi es va conèixer com la "Gran Decepció".

### El procés fundador
Tot i que aquella decepció va suposar l'ensulsiada del moviment adventista de Miller, part dels seus seguidors, convençuts que alguna cosa se'ls escapava, van aprofundir en l'estudi de les profecies bíbliques i van descobrir el que esdevindria una de les doctrines característiques de l'adventisme del setè dia: la doctrina del Santuari. Amb aquest estudi va sorgir també la problemàtica del dia bíblic de repòs i adoració. Entre els pioners adventistes, el primer a defensar l'observança del dissabte com a dia de repòs instaurat per Déu fou el capità de navili Joseph Bates. Bates va conèixer la doctrina del dissabte gràcies a un opuscle escrit per un predicador millerita anomenat Thomas M. Preble, el qual havia rebut la influència d'una jove baptista del setè dia, Rachel Oakes Preston.
Després de la Gran Decepció, durant prop de vint anys, el moviment adventista fou un grup sense organització definida de persones que s'adherien al missatge. Entre els seus principals partidaris s'hi comptaven James White, la seva esposa Ellen G. White i l'esmentat Joseph Bates. Amb el pas del temps, aquells pioners s'adonarien que el que havia nascut com un moviment transconfessional havia esdevingut una nova comunitat eclesial, les necessitats de la qual els empenyerien a organitzar-se en església; cosa que s'esdevindria l'any 1863. A partir d'aquell any, el creixement de la nova església s'accelerà i, en molt poc temps, els adventistes americans entraren en contacte amb el moviment adventista que, de manera paral·lela, s'havia desenvolupat a Europa. Així naixia una església amb voluntat d'arribar a tots els racons del planeta.

## L'adventisme als Països Catalans
L'any 1903, els germans Frank i Walter Bond van arribar al port de Barcelona decidits a obrir el camp missioner d'Espanya. Es van instal·lar a Sabadell, a la carretera de Barcelona, on van fundar una escola. Poc temps després ja s'havia format un grup de fidels que, més endavant, s'estendria per altres indrets de la Península. El nombre d'adventistes augmentaria de manera més o menys estable fins a l'esclat de la Guerra Civil espanyola l'any 1936, que va suposar la disgregació de la comunitat i va forçar-ne un nou inici.
Però aquesta vegada ja no es partiria de zero, la iniciativa vindria dels adventistes del país i seria capaç de superar les fèrries restriccions en matèria de llibertat de culte i religió que va imposar la dictadura del general Franco. En l'actualitat l'Església Adventista del Setè Dia té centres de culte oberts a totes les comunitats autònomes de l'Estat espanyol i s'integra en la Federació Evangèlica Espanyola (FEREDE), que agrupa les confessions cristianes d'arrel evangèlica d'Espanya i n'és l'interlocutor davant de l'Estat.
En acabar la Guerra Civil, l'any 1939, a Catalunya subsistiria només un grup, a Barcelona, del qual n'ha sorgit la quasi totalitat d'esglésies en territori català. Actualment, hi ha esglésies adventistes del setè dia a Badalona, Barcelona —amb esglésies als barris de la Nova Esquerra de l'Eixample (és la més antiga en actiu de tota la península Ibèrica), el Guinardó, la Sagrada Família, el Clot, el Raval i Sants—, Cardedeu, Cornellà de Llobregat, Granollers, Igualada, Manresa, Vic, Mataró, Sabadell i Terrassa, a les comarques de Barcelona; Girona i Figueres, a les de Girona; Aitona, Esterri d'Àneu i Lleida, a les de Lleida; i Reus i Tarragona —al barri de Torreforta—, a les de Tarragona. Totes elles estan vinculades al Consell Adventista de Catalunya, que les representa.
Fora del Principat, al País Valencià hi ha esglésies adventistes constituïdes o grups a Orpesa, Castelló, la Vall d'Uixó, Sagunt, el Port de Sagunt, Bétera, València (tres esglésies), Llíria, Dénia, Alcoi, Calp, Benidorm, Alacant, Elx, Elda, Ibi, Oriola, Vilajoiosa i Torrevella. Per la seva banda, a les Illes Balears, l'adventisme del setè dia és present a Inca, Palma, la ciutat d'Eivissa i l'illa de Menorca.
La Catalunya Nord és un cas a part. La seva adscripció administrativa a la República Francesa ha fet que l'adventisme hi arribés per altres vies i de manera desvinculada de la resta de territoris de parla catalana. Tot i això, hi ha una església establerta a Perpinyà.
Finalment, hi ha una comunitat establerta al Principat d'Andorra. A la ciutat sarda de l'Alguer, en canvi, no hi ha cap comunitat adventista documentada; les més pròximes són a Carbonia i Càller, al sud de Sardenya.

## Creences dels adventistes del setè dia
Pel que fa a les seves creences, tot i que l'Església Adventista del Setè Dia en comparteix el gruix amb la majoria d'esglésies d'arrel evangèlica i protestant, el nom que ella mateixa es dona ja n'indica les dues més característiques:
1. Imminència de la Segona Vinguda de Crist, la Parusia, en una data no revelada però molt pròxima en el temps.
2. Vigència del quart manament (Èxode 20, 8-11) que indica que el dia de repòs, establert per Déu com un senyal de reconeixement de la seva autoritat i un recordatori de la seva obra creadora, és el setè dia de la setmana, el dissabte, que s'ha de dedicar a mantenir una comunió especial amb ell i la resta del seu poble.

Tanmateix, hi ha altres doctrines o creences que contribueixen a diferenciar-la de la resta de confessions; entre elles destaquen:
- Doctrina del Santuari: Ja s'ha esmentat en un apartat anterior. Segons aquesta doctrina, el santuari que Moisès va fer aixecar al desert (Èxode 25–27) és una representació, una ombra, del model de santuari, que es troba al cel, i tots els elements que contenia, així com el ritual que s'hi desenvolupava, apuntaven cap a l'obra redemptora de Crist. Aquell santuari terrenal es purificava una vegada a l'any en el Dia de l'Expiació o de la Reconciliació (Yom Kippur, en hebreu). En aquell dia el summe sacerdot entrava al Sancta sanctorum, el lloc santíssim, on hi havia dipositada l'Arca de l'Aliança, que, juntament amb altres elements, contenia les taules de pedra amb els Deu Manaments escrits pel dit de Déu i estava coberta amb el propiciatori, damunt del qual es manifestava la xequinà o presència de Déu. El summe sacerdot duia a terme una tasca intercessora pels pecats de tot el poble, els quals s'havien anat acumulant al llarg de l'any, de manera prefigurada, amb la sang dels sacrificis aspergida sobre els diversos elements que componien el mobiliari del santuari. Un estudi detingut d'aquesta doctrina va descobrir que els sacerdots representaven Crist fent de pont entre la Divinitat i la humanitat; i més concretament el summe sacerdot en el Dia de l'Expiació, que representa Crist intercedint davant Déu per tots els fidels. Tan bon punt aquesta idea els va quedar clara, els pioners adventistes es van adonar de l'error d'interpretació de William Miller, el qual havia confós el santuari celestial amb l'església. Així doncs, el que s'esdevingué l'any 1844 no és altra cosa que l'inici de la tasca intercessora de Crist que precedeix immediatament el seu retorn, prefigurat pel fet que el summe sacerdot entrava al lloc santíssim i després sortia del santuari terrenal per retornar al seu poble amb la certesa del perdó.
- Doctrina de la majordomia: Segons aquesta doctrina, totes les coses pertanyen a Déu, que ens les lliura per tal que les administrem en nom seu. Així doncs, som responsables davant d'ell del que fem amb tot allò que està sota la nostra gestió. Som responsables, per tant, de la prudent administració dels diners, dels nostres béns i de la nostra salut. Quant als diners i els béns materials, la manera com es reconeix aquest fet és la devolució de delmes —costum que ja es practicava en temps dels patriarques (Abraham, Isaac, Jacob)— i el lliurament d'ofrenes, per tal de contribuir al sosteniment de la tasca evangelitzadora de l'Església. Pel que fa a la salut, els adventistes són coneguts per dur un estil de vida saludable i ordenat: s'abstenen d'ingerir segons quins aliments i de consumir totes aquelles substàncies que són perjudicials per al correcte funcionament del cos, a més de les que alteren la percepció de la realitat; procuren fer exercici de manera regular; etcètera. De manera coherent amb aquesta doctrina, la postura adventista respecte del medi ambient és la de conservar tant com sigui possible l'entorn natural perquè es considera que, per dir-ho d'alguna manera, el nostre entorn és propietat de Déu i nosaltres hi residim en qualitat de masovers.Ellen G. White

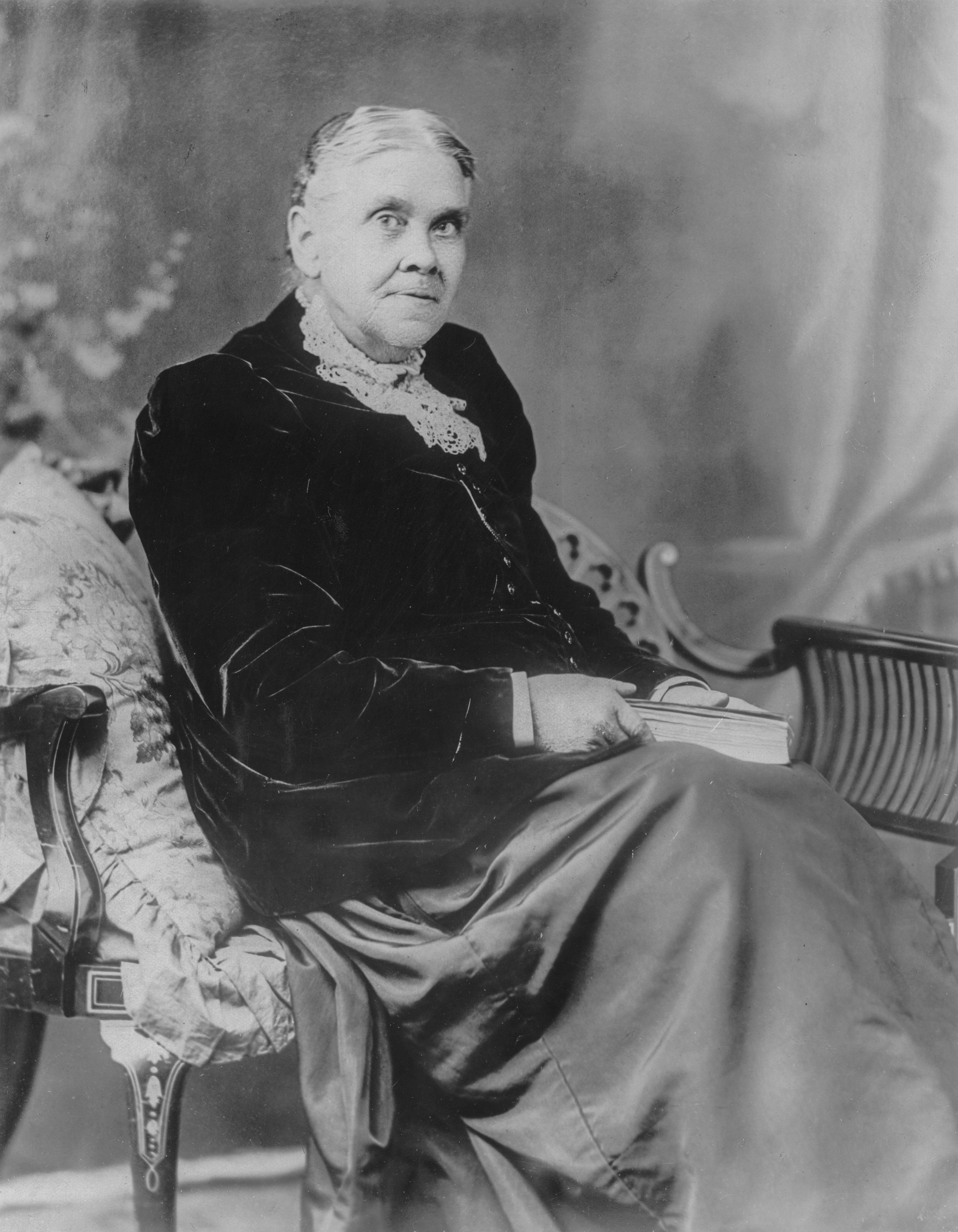
Ellen G. White

- Immortalitat condicional de l'ànima: D'acord amb el que entenen que diu la Bíblia, per als adventistes del setè dia, l'ànima no és immortal per ella mateixa. Déu, en l'acte de creació de l'ésser humà, li atorgà l'alè de vida, l'esperit. En el moment de la mort, aquest esperit retorna a Déu, que el tornarà a l'ésser humà en ocasió de la seva resurrecció; i només a partir de la resurrecció, si la persona s'ha salvat, podrà gaudir de la vida eterna atorgada als sants; altrament, si no s'ha salvat, el seu destí és patir la mort eterna, és a dir, sumir-se en la no existència i l'oblit eterns. D'aquí es deriva que els adventistes creguin que comunicar-se amb els morts és impossible i que els esperits que pretenen ser de persones mortes no són més que els àngels caiguts juntament amb Satanàs que suplanten la identitat dels morts amb la finalitat d'enganyar els vius i dur-los a la condemnació eterna.
- Vigència dels Deu Manaments: Els adventistes del setè dia creuen que els Deu Manaments, els recollits en les taules de pedra que, al Sinaí, Déu va lliurar a Moisès, continuen vigents sense cap excepció. Per això afirmen que el repòs en dissabte, instaurat per Déu el setè dia de la setmana de la creació —per tant, és anterior fins i tot al mateix Israel bíblic, cosa que el desvincula de qualsevol suposició cerimonial relacionada amb els ritus del santuari israelita—, no va quedar abolit amb la mort de Crist a la creu. Per a ells, doncs, el dissabte és un dia de dedicació especial a Déu i als homes; i amb la seva observança commemoren la creació del món i reconeixen la seva dependència del Creador, així com l'autoritat de Déu. Per tant, interpreten aquesta observança amb el mateix esperit original del Sàbat (origen etimològic del català 'dissabte') jueu: cessació de totes les activitats ordinàries, repòs.
- Do d'esperit de profecia: Seguint les ensenyances bíbliques, els adventistes del setè dia creuen que, al llarg dels segles, Déu s'ha comunicat amb el seu poble per mitjà dels profetes, entesos no com a homes i dones capaços de predir el futur o posseïdors de poders màgics, sinó com a persones a qui Déu inspira els seus missatges per al poble escollit. Per això creuen que aquest do no es limita només als temps bíblics, sinó que es manifesta en el poble escollit de totes les èpoques. En aquesta categoria s'inclou l'autora adventista més prolífica, Ellen G. White, que mai va pretendre que la seva obra arribés a ocupar una posició d'autoritat doctrinal en substitució de la Bíblia, ans afirmava que tot el que havia escrit n'era una explicació o un aclariment, indicant que és «una llum menor per guiar els homes i les dones a la llum major»,[1] la Bíblia. Malgrat l'alta consideració en què els té, l'Església Adventista del Setè Dia mai ha pretès atorgar als escrits d'Ellen White el paper d'autoritat doctrinal canònica, el qual, seguint els principis establerts amb la Reforma del segle xvi, correspon a la Bíblia, i la Bíblia sola (Sola Scriptura).

## Pràctiques religioses i ritus
Atesa la base bíblica de les seves creences, els adventistes del setè dia cerquen la màxima proximitat amb les pràctiques i ritus de l'església en temps dels apòstols. Així doncs, els seus serveis de culte es caracteritzen per la senzillesa, la preeminència de la paraula i la participació directa dels fidels. Els adventistes del setè dia, tot i que no tenen sagraments tal com s'entenen en algunes esglésies, sí que practiquen alguns ritus i cerimònies públics instaurats en temps evangèlics:
- Baptisme per immersió: Segons es llegeix a Mateu 3, 13-17, Marc 1, 9-11 i Lluc 3, 21-22, el mateix Jesús va donar exemple i va ordenar a Joan Baptista que, seguint un ritu de purificació jueu, el bategés submergint-lo a les aigües del riu Jordà. Així va establir el ritu d'ingrés formal a l'Església. Per als adventistes, el baptisme no té cap poder sobre la vida espiritual del creient; és, només, el senyal visible de la culminació d'un procés interior —per tant, invisible— de transformació, que suposa la mort de l'home antic i el seu renaixement, renovat, en Crist. Com a tal, doncs, es duu a terme a petició del catecumen, que fa ús del seu lliure albir. Per tant, els adventistes del setè dia rebutgen la pràctica del baptisme dels nadons, perquè consideren que en ells no es donen ni el lliure albir ni la possibilitat de transformació, atès que un nadó es troba a l'inici de la seva vida i, en conseqüència, no hi ha res susceptible de canvi o renaixement.
- La Cena del Senyor o Santa Cena: Els adventistes donen aquest nom al memorial de l'últim sopar que Crist va celebrar la nit del dijous de Pasqua amb els seus dotze deixebles abans de ser lliurat per al seu martiri. Aquell sopar es representa amb el ritu del rentament de peus, que és mutu entre tots els participants i simbolitza el servei mutu a més de la neteja de les impureses que es van acumulant amb la vida del dia a dia, i la Santa Cena pròpiament dita, en què els participants, seguint les instruccions que Crist va donar als seus deixebles (cf. Mateu 26, 26-28; Marc 14, 22-24; Lluc 22, 17-20), ingereixen pa àzim i vi. Ambdós elements ja estaven presents en la celebració del Séder, el sopar de Pasqua jueu, i simbolitzen, respectivament, el cos traspassat i la sang vessada de Crist, sense que en cap moment es cregui que n'arribin a tenir la substància —a diferència d'altres confessions cristianes, els adventistes no creuen ni que es produeixi transsubstanciació (doctrina catòlica) ni que hi hagi una consubstanciació (doctrina d'algunes esglésies protestants) per tal com aquestes doctrines són de base aristotèlica i, per tant, no tenen un origen bíblic. Aquest ritu de la Santa Cena està obert a tota la comunitat de creients, amb independència de la seva adscripció a una església o altra, i implica un examen de consciència per tal de fer propòsit sincer d'esmena dels defectes de caràcter o de conducta i aconseguir, amb l'ajut de l'Esperit Sant, un caràcter i una vida més idonis per a un fill de Déu. Tot i la solemnitat de la cerimònia, que només té lloc aproximadament una vegada cada tres mesos, no és una ocasió trista, sinó de joia i celebració, pel fet que recorda la victòria de Crist sobre el pecat i, de retruc, la mort, alhora que proclama la possibilitat d'obtenir perdó per als pecats i aconseguir, així, la vida eterna.

## Organització i govern
Pel que fa al seu govern, l'Església Adventista del Setè Dia és un cas atípic: no té jerarquies de poder, però tampoc és un conglomerat amorf de congregacions independents unes de les altres. Tanmateix, té una estructura de govern que li permet dur a terme una tasca d'evangelització coordinada arreu del món.
Els creients són la base de l'organització de l'Església Adventista, la qual s'organitza en quatre nivells de representació:
1. Església local: La componen els membres d'una comunitat determinada.
2. Associació Local: Està formada per les diverses esglésies d'un estat, una regió, una província, etcètera.
3. Unió, Missió o Camp: El seu territori té un abast més ampli que el de l'Associació Local i pot arribar a incloure diversos països.
4. Associació General: El seu àmbit d'actuació és tot el món i s'estructura administrativament en tretze divisions. Cada una d'elles coordina l'actuació de les diverses unions o missions que la componen.

Tots aquests nivells de direcció són representatius i col·legiats. Cada any (o cada dos anys, segons ho aconsellin les característiques de l'església local i així ho decideixin els seus integrants) els fidels escullen els membres del Consell d'Església Local i els directors dels diversos departaments mitjançant un procés d'elecció per vot majoritari.
Al seu torn, les esglésies locals, amb el mateix sistema, escullen els delegats que les representaran al Congrés de l'Associació respectiva que se celebra cada dos o tres anys. L'autoritat executiva entre congressos és exercida pel Comitè Executiu de l'Associació i pels responsables executius (President, Secretari i Tresorer), tots ells elegits en sessió plenària dels delegats al Congrés de l'Associació.
En el cas de la Unió, així com l'Associació General, se segueix un procediment similar, però amb una periodicitat quinquennal. Durant els congressos es presenten els informes d'activitats realitzades i es decideixen les polítiques a seguir.
En cas que sorgeixi cap divergència impossible de resoldre, l'assumpte passa al nivell superior en l'organització, el qual, si no és capaç d'arribar a una solució, el trasllada al nivell superior; i així successivament, fins a arribar a l'Associació General. En el període comprès entre congressos de l'Associació General, el Comitè Executiu de l'Associació General és la màxima autoritat en tots els assumptes en què sorgeixin diferències d'opinió.

## Adventist Health
Adventist Health és un sistema de salut integrat sense ànim de lucre basat en la fe que dona servei a més de 80 comunitats de la costa oest i a Hawaii. Fundada el setè dia de patrimoni i valors adventistes, Adventist Health proporciona atenció en hospitals, clíniques, agències d'atenció domiciliària, agències d'hospicis i centres de jubilació conjunts tant en comunitats rurals com urbanes.
La seva seu es troben a Roseville, Califòrnia. A partir de 2020 Adventist Health opera 22 hospitals a Califòrnia, Hawaii i Oregon.